# Electronic sell-through
Electronic-sell-through o EST és un mètode de distribució de mitjans on els consumidors paguen una única tarifa per descarregar un arxiu multimèdia i poder emmagatzemar-lo en un disc dur. Encara que l'EST es descriu sovint com una transacció que atorga el contingut com a "propietat" del consumidor, aquest pot ser inutilitzable després d'un període determinat o no ser visible a través de plataformes competidores. l'EST és alhora utilitzat per una àmplia gamma de productes dels mitjans digitals, així com pel·lícules, audiovisual televisiu, música, jocs o aplicacions mòbils. El terme és molt sovint associat amb el concepte de descàrrega pròpia (DTO).

## Cinema i Televisió
El mercat de cinema i televisió quant a l'entreteniment domèstic format pel lloguer i la venda del contingut, es valora en uns 18.800 milions de dòlars entre els quals també trobem els beneficis de l'Electronic sell-through. L'any 2010, l'EST va generar 683 milions de dòlars dels ingressos totals d'entreteniment a la llar, posant-lo darrere dels fluxos d'ingressos més lucratius de vídeo per cable a la carta (VOD) i video a la carta a Internet (iVOD), que va combinar fins a 1,8 mil milions de dòlars en el mateix període.
El 2010, l'iTunes Store d'Apple va representar tres quartes parts del negoci dels Estats Units. La resta del mercat d'EST va estar dominat per Microsoft (a través de la seva plataforma Zune Video), Sony, Amazon VOD (ara Amazon Video) i Walmart (a través del seu servei VUDU).